# Siège d'Amida
Pour le siège homonyme de la guerre d’Anatase au VIe siècle, voir siège d'Amida (502-503).
Le siège d'Amida (25 juillet - 5 octobre 359) est un épisode  de la Deuxième Guerre romano-perse (337 - 363) qui oppose les défenseurs romains de la cité d'Amida (Diyarbakir, en Turquie), bastion de Mésopotamie du Nord situé à la frontière avec la satrapie arménienne soumise à Rome de Sophanène. C'est l'un des plus importants épisodes militaires du IVe siècle, opposant les troupes romaines installées en garnison dans la ville à l'armée d'invasion du roi perse sassanide Chapour II (309 - 379). Le siège, qui se termine par une  défaite pour l' Empire romain, a été couvert par Ammien Marcellin, ancien militaire grec originaire d'Antioche devenu historien et présent sur les lieux. L'épisode constitue un retournement dans le cours de la guerre entre les deux empires à l'avantage des Sassanides.

## Sources
La source d'information la plus importante sur le siège d'Amida de 359 provient d'un témoin direct de l'épisode, Ammien Marcellin (vers 330 - vers 395). Notable antiochien, ce grec de bonne famille est d'abord un militaire de carrière, au service du général romain Ursicinus en tant que protector domesticus, fonction qui englobe à la fois des activités de garde du corps, d'officier d'état-major et d'espion. Après Amida, il sert en Perse sous les ordres de l'empereur Julien (361 - 363) puis quitte l'armée après la défaite de 363. Il voyage alors dans les provinces orientales de l'Empire avant de s'établir à Rome, où il débute la rédaction de ses Rerum Gestarum libri XXXI, simplifiée par Res Gestae, une œuvre historique en 31 livres qui narre l'histoire militaire et politique de Rome de l'avènement de l'empereur Nerva en 96 à la bataille d'Andrinople en 378. Si les 15 premiers livres sont perdus, les 16 suivants racontent en détail, notamment concernant les événements militaires dont il est à plusieurs reprises témoin direct, les péripéties de l'Empire au cours des années 350 - 370, décennies décisives du IVe siècle. Le siège d'Amida occupe les huit premiers chapitres de son Liber XIX.

## Contexte

### Première guerre romano-perse (230 - 298/299)
Ce conflit est un des plus importants du IVe siècle. Il oppose pour la seconde fois les deux puissances au Proche-Orient : l'Empire romain et l'Empire sassanide. Ce dernier a émergé au début du IIIe siècle des ruines de l'Empire parthe. Son premier souverain, Ardachir Ier (224 - 241), un noble d'origine perse, était parvenu à écraser la dynastie arsacide parthe qui régnait alors sur les plateaux iraniens et à se faire couronner Roi des rois en 224. Dès 230, il était entré en conflit avec le voisin romain auprès duquel il prétendait récupérer les territoires occidentaux anciennement contrôlés par l'Empire achéménide. Durant tout le IIIe siècle la guerre fait rage entre les deux puissances qui s'infligent des coups violents mais ne parviennent pas à l'emporter. En 298/299 toutefois, les tétrarques Dioclétien et Maximien Galère imposent aux Perses la paix de Nisibe (moderne Nusaybin en Turquie) après la victoire de la campagne de ce dernier en territoire sassanide l'année précédente. Le traité signé entre les deux empires est favorable aux Romains. En échange du retour de la famille royale capturée par les Romains, le Roi des rois Narseh (293 - 302) reconnaissent la tutelle romaine sur le Royaume d'Arménie et sur son roi, Tiridate IV (298 – 330), que la Perse reconnait comme souverain légitime. Le souverain du Royaume d'Ibérie du Caucase, autre Etat-tampon entre les deux empires, est aussi placé sous l’autorité de Rome. Les Romains obtiennent le contrôle des cinq satrapies du sud de l'Arménie (l’Arzanène, la Corduène, la Moxoène, la Zabdiène et la Réhimène), renforçant ainsi leur présence en Haute Mésopotamie. Ces territoires seraient toujours dirigés par des satrapes arméniens héréditaires mais sous contrôle romain. D’autre part, les Perses doivent restituer à l’Empire la cité de Nisibe ainsi que Carrhae (Harran, en Turquie), Callinicum (Raqqa, en Syrie) et Edesse (Şanlıurfa, en Turquie). La cité d'Amida puissamment fortifiée par les Romains devient comme Nisibe une position clé dans la sécurité du limes mésopotamien. La frontière est repoussée sur les rives du Tigre et trois provinces romaines situées sur les anciens territoires perses voient le jour : l’Euphratèse, l’Osroène et la Mésopotamie, où se trouvait Amida. L'accord est vécu comme une  humiliation par les Perses qui ne s'en accommodent pas .

### Deuxième guerre romano-perse (337 - 363): première phase (337 - 350)
Malgré l'aigreur des Perses, le traité de Nisibe va tenir pendant un peu moins de trente ans. Soupçonneux, les deux empires se contentent de petits raids  et d'affrontements indirects via leurs vassaux arabes pendant les premières décennies du IVe siècle. Les relations entre Romains et Perses s'échauffent toutefois de nouveau au cours des années 330, principalement du fait des prétentions sassanides sur l'Arménie et les provocations romaines dans la région. Après une déclaration de guerre en 336 et une invasion avortée de l'Arménie par les Perses, l'empereur Constantin Ier (306 - 337) quitta sa capitale de Constantinople pour mener une expédition punitive en Perse. Affaibli par la maladie, l'empereur meurt en chemin le 22 mai 337 .

Son fils et successeur responsable des provinces orientales, Constance II (337 - 361), préfère prendre une posture défensive, s'appuyant sur les défenses du limes mésopotamien. Au temps où il était César responsable de l'Orient, il avait ainsi fait renforcer les défenses d'Amida. Pendant dix ans, le Roi des rois Chapour II va s'échiner en vain à s'emparer de positions en Mésopotamie romaine. Il échoue ainsi à trois reprises à s'emparer de Nisibe, en 337, 346 et 350. Bien que des campagnes ont lieu chaque année, ni les Romains ni les Perses ne parviennent à faire pencher la balance en leur faveur. Après son troisième échec devant Nisibe en 350, Chapour II se détourne pendant près de sept ans du front mésopotamien et s'occupe de la frontière orientale de son empire menacée par des populations voisines. Des négociations de paix ont lieu en 356 - 358 mais elles échouent, les deux belligérants ne souhaitant traiter qu'en position de force .

### Deuxième guerre romano-perse (337 - 363): l'invasion perse de la Mésopotamie (hiver 358 - automne 359)
Durant toute l'année 358, les deux empires se préparent à un nouvel affrontement. Constance II dépêche des nuées d’espions chargés de récolter un maximum d’informations sur l’ennemi. Des intrigues de cour perturbent ses préparatifs. Alors qu’il a décidé au départ de placer le général Ursicinus, patron d'Ammien Marcellin, à la tête de la défense de Mésopotamie, il le rappelle subitement auprès de lui pour s’expliquer sur de vagues ambitions à la pourpre qui lui avait été attribuées. Il est remplacé comme magister militum d’Orient par Sabinianus, un officier plus âgé, pour se charger de la situation. Ursicinus est finalement renvoyé en Orient comme collègue de Sabinianus en tant que magister militum praesentalis Les deux hommes entrent en conflit. De son côté, Chapour II lance des raids de pillage en Mésopotamie pour reconnaître le terrain et parvient à attirer à lui un transfuge, le tribun Antonius de Nisibe, ancien garde du corps du dux de Mésopotamie, qui cherche à fuir l’Empire car poursuivi par le fisc. L’officier achète une maison en Hiaspide, région frontalière située sur les bords du Tigre pour se rapprocher de la Perse et garantir la discrétion des tractations menées entre ses serviteurs et le satrape Tamsapor. Une fois assuré du bon accueil du Roi des rois, Antonius franchit le Tigre de nuit avec sa famille et son entourage et gagna Ctésiphon, escorté par une troupe de cavaliers, et fournit des informations à Chapour II, ce qui le convainc encore plus de mener son offensive . 
Au début du printemps, Chapour II, parti de Ninive (Mossoul, en Irak) en Assyrie, pénètre dans la province de Mésopotamie à la tête d’une forte armée, renforcée de contingents alliés Kouchans, Saces,Albaniens et Kidarites, ses derniers ayant leur roi Grumbatès en personne à leur tête. Ursicinus est alors en Thrace lorsqu’il reçoit l’ordre de repartir en Orient. Informé par des espions et des déserteurs que le Roi des rois a passé la frontière, Ursicinus se rend à Nisibe où il établit son quartier-général tandis que Sabinianus s’installe à Edesse. Le magister militum praesentalis parti reconnaître les défenses de la Mésopotamie et inspecter ses places fortes, Ammien à ses côtés. Après quelques péripéties, le groupe gagne Amida. Parvenu dans la forteresse, Ursicinus reçoit un message chiffré de l'ambassade romaine à Ctésiphon qui l’informe des projets de Chapour II et que le Roi des rois fait route vers l’ouest avec son armée. Il envoie Ammien Marcellin et un centurion en mission de renseignement auprès de Jovinianus, satrape de Gordyène, ancienne province arménienne de Mésopotamie du Nord, qui fait de l’espionnage pour le compte des Romains. Celui-ci les accueille et leur indique un point d’observation depuis lequel il peuventt observer l’armée perse. Ayant récolté assez d’informations, Ammien et son compagnon retournent auprès d’Ursicinus et l'informent que les Perses ont quitté Ninive et franchi l’Anzabe, un affluent du Tigre, en Adiabène. Ils estiment que les forces du Roi des rois n’ont totalemne franchi le fleuve qu’au bout de trois jours . Fort de ces renseignements, Ursicinus prend des mesures défensives pour ralentir la progression de l'armée perse. Cette dernière suit d'abord un itinéraire qui laisse présager une nouvelle attaque contre Nisibe. Chapour II, à la surprise des Romains, ignore la puissante cité et poursuit sa route vers l'ouest. Craignant que les Perses lancent une offensive sur la Syrie et Antioche, Ursicinus quitte Amida avec sa troupe et se dirige vers Samosate (Samsat, en Turquie), cité d'Euphratèse au sud-ouest d'Amida, dans l’intention d'y détruire les ponts qui enjambent l'Euphrate. En chemin, Ursicinus et ses hommes sont attaqués par un groupe d'éclaireurs perses mené par le renégat Antonius qui parvient à disperser la troupe. Le magister militum praesentalis prend la fuite en direction des monts Taurus avant de gagner Edesse où se trouve son collègue Sabinianus qui depuis le début de l’offensive est resté inactif . De son côté, Ammien Marcellin se replie avec quelques compagnons vers Amida. Malgré cette victoire, Chapour II décide de remonter vers le nord, en direction d'Amida. Le général Nohodarès et le satrape Tamsapor sont envoyés en avant-garde et commencent par occuper les collines dans les environs de la cité.

## Siège

### Préliminaires (25 juillet - 06 août)
Arrivé à son tour avec son armée dans les environs d'Amida, Chapour II commence par s'emparer sans combats de deux fortins voisins, Roman et Busan, pour assurer l'encerclement complet de la cité et des positions sûres sur lesquelles appuyer son dispositif . Les effectifs perses sont très importants, probablement 100 000 hommes. De son côté, Amida abrite la garnison permanente une legio ripensis, la Legio V Parthica ainsi qu'un escadron de cavaliers auxiliaires, probablement des equites sagittarii indigenae Arabanenses. Au moment de l'attaque perse la forteresse accueille également des éléments du comitatus. Cette troupe est formée par deux légions gauloises, d'anciens soldats de l'usurpateur Magnence envoyés en punition sur le front oriental, d'éléments de la Legio XXX Ulpia Victrix (les Tricensimani) et de la Legio X Fretensis (les Decimani Fortenses) ainsi que de deux régiments auxiliaires, les milites Superventores, les milites Praeventores et une vexilatio, escadron de cavalerie, du comitatus, les comites sagittarii. Cette force est placée sous les ordres du comes rei militaris Aelianus, vétéran des combats contre la Perse . Voyant les défenses de la cité et sa forte garnison, Chapour II tente d'abord d'intimider les défenseurs pour les pousser à la reddition. Il caracole sous les murs d'Amida, suivi de son escorte, exhibant ostensiblement sa richesse et sa puissance. Il est accueilli par une volée de projectiles qui manquent de le tuer. Bien qu'irrité par cette réception il est convaincu par ses officiers de tenter une négociation pour éviter le bain de sang. Il envoie dès le lendemain le roi des Kidarites, Grumbatès, en ambassade auprès des Romains. Mais alors que le groupe est à portée de tir, le servant d'une baliste parvient à faucher le jeune fils du roi. Le tir provoque une première escarmouche entre les deux camps qui se termine à la tombée du soir. Les Perses ordonnent alors une trêve d'une semaine pour inhumer et rendre les derniers hommages au fils de Grumbatès qui aurait juré de ne pas continuer sa route tant qu'Amida serait debout . Après trois jours durant lesquels le Roi des rois tint conseil avec ses officiers pendant que ses éclaireurs mettent à sac les campagnes avoisinantes et que ses soldats édifient les ouvrages de siège, les Perses se lancent à l'assaut des murs.

### Première phase du siège: assauts frontaux des Perses et accalmie (06 - 16 août)
Le Roi des rois lance son armée dans un premier assaut frontal contre les murs d'Amida. Les Kidarites sont installés contre la partie orientale du rempart, là où leur prince est tombé. Les Kouchans sont affectés au côté sud tandis que les Albaniens surveillent le mur nord et que les Saces, l'élite de l'armée, renforcés par des éléphants, attaquent la porte ouest. Les combats sont, au témoignage d'Ammien Marcellin, d'une extrême violence et durent jusqu'au soir du lendemain. Cette première confrontation se termine sans que les Perses soient parvenus, malgré de lourdes pertes, à se rendre maître des murs. Côté romain, les pertes sont également lourdes et la quantité de cadavres et de blessés enfermés avec les vivants dans une cité surpeuplée fait craindre une épidémie . La situation des assiégés est d'autant plus grave qu'aucun secours ne semble arriver. A l'extérieur de la cité, les troupes romaines sont paralysées par les désaccords entre Ursicinus et Sabinianus quant à la stratégie à adopter. Le premier est partisan de conduire des opérations de guérilla sur les arrières de l'armée perse pour l'épuiser et la pousser au repli. Sabinianus, plus prudent, préfère maintenir ses forces rassemblées à Edesse qui, de toute manière, est trop loin d'Amida (100 km en ligne droite) . Aucune force de secours ne menace donc les arrières des Perses qui peuvent ainsi prendre leur temps pour faire tomber la ville. Celle-ci est touchée par une épidémie de peste ou de paludisme favorisée par les cadavres pourrissants, la promiscuité et les fortes chaleurs. Pendant dix jours, la maladie ravage les rangs des défenseurs avant que des pluies viennent rafraîchir l'atmosphère et chasser les miasmes. Durant cette période, aucun assaut des Perses, hormis quelques escarmouches sans gravité, ne sont à signaler, ces derniers préférant renforcer leurs positions de siège, construire des machines de guerre et  chercher un moyen de s'emparer de la cité par la ruse, la force ayant débouché sur un échec .

### Seconde phase du siège: coup de mains et escarmouches entre Perses et Romains (17 août - 27 septembre)
Devant l'échec des précédents assauts, les Perses décident de changer de méthode. En un point écarté de la partie méridionale de la cité se trouve une tour qui domine un précipice escarpé au fond duquel coule le Tigre. Des escaliers sont aménagés dans la roche pour que les habitants puissent discrètement puiser de l'eau dans le fleuve. Or, l'un d'eux, passé aux Perses, révèle l'existence du passage secret. Chapour II envoie immédiatement un commando de 70 archers d'élite perse pour tenter de s'emparer du secteur mal gardé. A la faveur de la nuit, les soldats se hissent en haut de la tour et s'y dissimulent jusqu'au matin. Brandissant alors une casaque rouge, ils font signe au reste de l'armée massée sous les murs d'attaquer la cité pendant qu'ils harcèlent les défenseurs de leurs traits. Après un moment de confusion, les défenseurs se ressaissent et positionnent cinq balistes légères contre la tour qui déciment les intrus. Privés de cette diversion, les Perses doivent  battre en retraite vers midi, laissant derrière eux des pertes importantes . Ebranlés par ce nouvel échec, les Perses décident de se concentrer sur la prise des forts voisins d'Amida et la capture des habitants qui sont envoyés comme esclaves vers le territoire sassanide. Les affrontements se limitent à des escarmouches entre les Perses et les légionnaires gaulois, qui effectuent régulièrement des sorties pour ralentir la construction d'engins de siège. Le 26 septembre, les Romains constatent que les Perses sont parvenus à dresser deux terrasses d'assaut qui leur permettent d'attaquer les murs à bonne hauteur. Inquiétés par ces travaux et par les menaces de mutinerie des légionnaires gaulois, Aelianus et son état-major autorisent ces derniers à effectuer une offensive nocturne contre le camp perse pour détruire ses engins de siège. Dans la nuit du 27 au 28 septembre, profitant de l'absence de la Lune dans le ciel, les légionnaires sortent de la cité par une poterne dissimulée et conquièrent sans bruit les avant-postes. Les Romains peuvent s'avancer dans le camp ennemi jusqu'à l'entrée des quartiers royaux mais les bruits de leur marche finissent par alerter les sentinelles perses qui donnent l'alarme. Les légionnaires gaulois battent en retraite, talonnés par les soldats perses. Pour couvrir leur fuite, les artilleurs sur les remparts firent tirent à vide leurs balistes, comptant sur le fait que le simple bruit dissuaderait les Perses de trop s'avancer. Au lever du jour, la troupe romaine est de retour dans l'enceinte de la cité. Les légionnaires gaulois perdent 400 des leurs dans l'opération, de nombreux dignitaires et nobles perses et plusieurs centaines de soldats sont tués. Choqué par le massacre, le Roi des rois convient d'une nouvelle trêve de trois jours afin de réorganiser ses forces .

### Phase finale du siège: prise de la cité par les Perses (2 - 5 octobre)
Une fois remis du choc, Chapour II ordonne un nouvel assaut général appuyé par les engins de siège. Celui-ci débute le 2 octobre. Un premier assaut infructueux est suivi par un second le jour suivant. Les assiégeants perdent plusieurs terrasses d'assaut et leurs éléphants. Seul l'intervention du Roi des rois sur le terrain empêche les soldats perses de partir en déroute . Après une nuit calme, les combats reprennent le lendemain 4 octobre. Soudainement la levée de terre que les Romains avaient dressée sur le rempart pour contrecarrer les terrasses d'assaut, s'effondre subitement, emportant les défenseurs avec elle. Dans sa chute, elle comble l'intervalle séparant le mur de la terrasse d'assaut, ce qui ouvre une voie d'entrée dans la cité. La bataille dégénère en une violente guérilla urbaine qui dure jusqu'à tard dans la nuit. Percée de toute part, la cité se transforme en un gigantesque piège dans lequel soldats et habitants sont massacrés par les Perses. Ammien parvient de justesse à s'échapper de la ville par une poterne et, trouvant un cheval, il rejoint Ursicinus à Edesse avec quelques rescapés. Au matin du 5 octobre, Amida, après 73 jours de siège, est prise .

## Conséquences
Dans l'immédiat, Chapour II ne profite pas de la victoire. Même si Amida est pillée et rasée, le Roi des rois a perdu près de 30 000 hommes  lors du siège. Après s'être emparé d'un dernier fortin au nord-ouest de la cité, il rebrousse chemin avec son armée et rentre à Ctésiphon. La défaite est un  choc côté romain. Non seulement des troupes de valeur ont été perdues mais l'Empire essuie sa plus lourde défaite sur le front oriental depuis le IIIe siècle. Après plus de dix ans où les assauts perses ont été contenus, le limes mésopotamien est percé, qui plus est à l'emplacement d'une de ses plus importantes forteresses. Constance II, qui a dirigé le renforcement des défenses d'Amida, considère la défaite comme un affront. Il diligente une enquête qui inculpe Ursicinus qui doit démissionner. L'année suivante, Chapour II mène une nouvelle offensive qui dévaste à nouveau les provinces romaines sans que l'empereur puisse faire obstacle . En 363, l'expédition perse du successeur de Constance II, Julien, a pour but de laver l'affront d'Amida et de porter la guerre en territoire sassanide. La mort de l'empereur puis l'enlisement de son armée vont certes permettre un dénouement du conflit mais à des conditions désastreuses pour Rome, similaires à ce qu'avaient connues les Perses en 298/299.

### Sources anciennes
Ammien Marcellin, Res gestae [détail des éditions] [lire en ligne]

### Ouvrages contemporains
- Yann Le Bohec, L'Armée romaine sous le Bas-Empire, Paris, Picard, 2006, 256 p.
- Pierre Maraval, Les fils de Constantin, Constantin II (337 – 340), Constance II (337 – 361), Constant (337 – 350), Paris, CNRS éditions, 2013, 334 p..
- Philippe Richardot, La Fin de l’armée romaine (284 – 476), Paris, Economica, 1998, 340 p.
- Claire Sotinel (dir.) et Catherine Virvoulet, Rome, la fin d’un empire de Caracalla à Théodoric (212 – fin du Ve siècle), Paris, Belin, 2019, 688 p.